# Zane Tetevano

a Compétitions nationales et continentales officielles uniquement.

b Matchs officiels uniquement.
Zane Tetevano, né le 4 novembre 1990 à Tokoroa (Nouvelle-Zélande), est un joueur néo-zélandais d'origine cookienne de rugby à XIII évoluant au poste de pilier, de deuxième ligne ou de troisième ligne dans les années 2010.  Il fait ses débuts en National Rugby League en 2011 avec les Knights de Newcastle. Viré de son équipe en 2014 à la suite d'une inculpation pour avoir battu à quatre reprises sa petite amie, il rejoue avec la NRL à partir de 2017 en rejoignant les Roosters de Sydney où il parvient rapidement à se faire une place de titulaire.
Ses performances à Newcastle l'amènent également à prendre part à des rencontres avec la sélection des Îles Cook lors de la Coupe du monde 2013.

## Palmarès
- Collectif :
  - Vainqueur du World Club Challenge : 2019 (Sydney Roosters).
  - Vainqueur de la National Rugby League : 2018 et 2019[note 1] (Sydney Roosters).
  - Finaliste de la National Rugby League : 2020 (Penrith).
  - Finaliste de la Super League : 2022 (Leeds).
  - Finaliste de la Coupe du monde de rugby à neuf : 2019 (Nouvelle-Zélande).

## Détails

### En club
| Saison | Club              | Compétition           | Matchs | Points | Essais | Buts | Drop |
| ------ | ----------------- | --------------------- | ------ | ------ | ------ | ---- | ---- |
| 2011   | Newcastle Knights | National Rugby League | 5      | 4      | 1      | 0    | 0    |
| 2012   | Newcastle Knights | National Rugby League | 13     | 0      | 0      | 0    | 0    |
| 2013   | Newcastle Knights | National Rugby League | 8      | 4      | 1      | 0    | 0    |
| 2014   | Newcastle Knights | National Rugby League | 3      | 0      | 0      | 0    | 0    |
| 2017   | Sydney Roosters   | National Rugby League | 23     | 0      | 0      | 0    | 0    |
| 2018   | Sydney Roosters   | National Rugby League | 25     | 4      | 1      | 0    | 0    |